# 桂応祥
桂 応祥（ケ・ウンサン、朝鮮語: 계응상/桂應祥、1893年12月 - 1967年4月25日）は、日本統治時代の朝鮮及び朝鮮民主主義人民共和国の繊維学者、遺伝学者。
本貫は遂安桂氏。

## 生涯
苦学生として大学と学士院を卒業したが、職を得ることができず、貧しい生活をした。
北朝鮮で最高人民会議の代議員に選ばれた。朝鮮労働党と政府は献身的な功労を高く評価し、1963年には労力英雄の称号と人民賞を授与した。
1967年4月25日、交通事故により74歳で死去した。

## 死後
死後、平壌の愛国烈士陵に埋葬された。 1990年、黄海北道沙里院市には桂応祥の名を冠した桂応祥大学（旧称: 沙里院農業大学）が設立された。　

## 著書
- 柞蚕学
- 피마잠（南：아주까리누에）ー蚕の一種
- 桂応祥選集（1 ~ 3巻)

## 賞勲
- 1963年: 労力英雄
- 同年: 共和国人民賞